# نورس إسفيني الذيل
النورس إسفيني الذيل (الاسم العلمي:Rhodostethia) هو جنس من الطيور يتبع فصيلة النورسية من الرتبة الزقزاقيات.

## أنواع
لهذا الجنس من الطيور نوع وحيد هو:
- النورس الوردي (الاسم العلمي: Rhodostethia rosea)